# Đỗ Cẩm Ly
Đỗ Cẩm Ly (sinh ngày 12 tháng 11 năm 2003) là một á hậu và người mẫu người Việt Nam. Cô đạt danh hiệu Á hậu tại Hoa hậu Hoàn vũ Việt Nam 2025.

## Tiểu sử
Đỗ Cẩm Ly sinh năm 2003 tại Phú Thọ, cô hiện đang học tập và sinh sống tại Thành phố Hồ Chí Minh. Cẩm Ly hiện là sinh viên năm 4 ngành Quan hệ Quốc tế tại Đại học Khoa học Xã hội và Nhân Văn Thành phố Hồ Chí Minh. Ngoài ra, cô từng là thành viên ban đối ngoại của tổ chức mô phỏng Hội nghị Liên Hợp Quốc (IRMUN), nơi trau dồi tư duy phản biện và khả năng phân tích độc lập.
Cô đang thực hiện dự án cộng đồng về lĩnh vực giáo dục mang tên Xe bus ước mơ - Education Caravan nhằm mang tri thức đến vùng còn khó khăn, thiếu cơ hội về học tập.

## Sự nghiệp

### Hoa hậu Hoàn vũ Việt Nam 2025
Đỗ Cẩm Ly đăng quang ngôi vị Á hậu tại Hoa hậu Hoàn vũ Việt Nam 2025 vào ngày 21 tháng 6 tại Paradise Resort, Hòn Miễu, Nha Trang, Khánh Hòa. Cô được trao vương miện bởi Á hậu - Hoa hậu Hoàn vũ Việt Nam 2023 Hoàng Thị Nhung.

## Thành tích
- Á hậu Hoàn vũ Việt Nam 2025
  - Giải phụ: Cosmo Best Smile Award